# Жолобки
Жолобки́ — село в Україні, у Шумській міській громаді Кременецького району Тернопільської області. Знаходиться в північній частині  району на віддалі 10 км від  центру міської громади м. Шумськ, 25 км від районного центру м. Кременець  і на віддалі 115 км від обласного центру м. Тернопіль. До найближчої залізничної станції Кременець – 25 км. Через село пролягає асфальтна дорога обласного значення Шумськ-Кременець. Розташоване над річкою Хотячна.
Населення — 452 осіб (2016).

## Населення

### Мова
Розподіл населення за рідною мовою за даними перепису 2001 року:
| Мова       | Кількість | Відсоток |
| ---------- | --------- | -------- |
| українська | 486       | 100%     |

## Історія
Перша писемна згадка — 1513 року, коли король Сігізмунд І Старий надав село у власність підскарбію литовському Богушу Михайлу Боговитиновичу.
Наступна згадка — 1545 року: село належало до Кременецького замку.
Назва села пов’язана з його географією: на схилах горбів, між горами. Існує інша версіяпоходження назви: коли прочани йшли до Почаєва  пішки чи доїжджали підводами, то зупинялися біля жолобків (дерев’яних корит) біля ставка  чи криниці, де напували коней. Тому казали: «Де перепочинемо? Біля жолобків!» Ці жолобки були ще в XX ст. біля криниці Халька.
У 1740 році у Жолобках побудували дерев’яну церкву на честь Вознесіння Господнього. Із приписної перейменована у самостійну по указу Волинської духовної Консисторії від 20 липня 1877 року за № 5048. «Землі: садиба з огородом і під церквою 3 десятини 1250 саженів» у 1878 року захоплена володаркою села Жолобок – Гарніцкой, про що заведено діло у 1887 р. у Луцькому окружному суді. 
Після відміни кріпацтва 40 господарів отримали наділи землі, згодом вулиця отримала назву «Сорокова». Під час революції 1917-1919рр. частина селян брала участь у грабунку панських маєтків. В архіві є жалоба пана Камінського у Білокриницьке староство про шкоду, яку йому нанесли селяни. В жовтні 1919 року каральний загін польської армії оточив село, зігнав селян на сходку, відділив учасників заворушення, арештував і влаштував допит і екзекуцію у приміщенні тодішньої школи. Потім, повідомивши, що арештантів  поведуть  в Шумськ, довівши до містка, під панським «огрудком» (оранжереєю) – розстріляв 22 чоловік арештованих. Врятувалися лише двоє. На місці розстрілу було поставлено фігуру, а розстріляних забрали родичі і поховали на сільському кладовищі. В центрі цвинтаря насипано символічну могилу, де встановлено фігуру та прикріплено меморіальну дошку із написом: «Жолобківські повстанці, розстріляні поляками 2 жовтня 1919 року, 22-є чоловік».
1 жовтня 1933 року утворено ґміну Угорськ Кременецького повіту і село включено до неї.
У 1931 році в селі нараховувалось 1185 жителів, в 1973 році – в селі нараховувалось 218 дворів, населення – 693 чоловік. При переписі населення в 1989 році дворів було 204, жителів – 507. Станом на 01 січня 2014 року: 126 дворів та 452 жителі. 
З приходом радянської влади у 1939 році поміщицька земля була конфіскована та передана організованому колгоспу «17 вересня», який був заснований в жовтні 1939 року. В березні 1941 року було створено ще один колгосп «Серп і молот». В грудні 1948 року було відновлено колгосп «17 вересня», членами якого стали всі селяни, що населяли територію села Жолобки. Колгоспних будинків не було, то зерно, худобу, реманент поміщали в будинках самих колгоспників. В 1963 році колгосп переіменовано на «Комунар», в 1971 році він об’єднався з колгоспом «ім. Крупської» с. Залісці і дістав назву колгосп «ім. Крупської» з конторою в с. Жолобки. Колгосп мав в користуванні 3,8 тис. га сільськогосподарських угідь, з них 2,6 тис. га орної землі. Провідні галузі господарства — рільництво й тваринництво м’ясо-молочного напряму. За післявоєнний час колгоспом збудовано 19 тваринницьких приміщень, кормокухня, 3 зерносховища, критий тік, дві водонапірні башти, гараж для тракторів й автомашин. У 1989 році  колгосп «ім. Крупської» роз’єднано й утворено колгосп «17 вересня», в 1992 році колгосп «17 вересня» реформовано на КСП «Жолобки». В 2000 році в КСП «Жолобки» утворено два приватні підприємства ПАП «ВРВ – Захід» та ПАП «Світлана». В 2001 році утворено ще одне сільськогосподарське підприємство СТОВ « Лаванда». В 2007 році ПП «Аграрія» взяло в оренду земельні паї громадян села Жолобки, які орендує до сьогоднішнього дня. 
 Під час Другої Світової війни 120 жителів села захищали рідну землю, 28 односельчан із війни не повернулось. За роки фашистської окупації вороги зруйнували й спалили 150 хат, всі будівлі колгоспу. Загарбники силоміць вивезли на примусові роботи до Німеччини 30 юнаків і дівчат. У березні 1944 року село було визволено від фашистів.
8 березня – свято визволення села Жолобки. На честь полеглих односельчан у Великій Вітчизняній війні в 1971 році збудовано пам’ятний знак з меморіальною дошкою.
 У селі діяла початкова школа, заснована полячкою Ельзою Звенигородською. Навчання велося на польській мові. В 1939 році було зведено нове приміщення школи, у якій здійснювали навчання українською мовою. Під час війни школа згоріла, залишились лише стіни. Навчання проводилося у сільських хатах. Пізніше школа відновлюється, добудовується і стає середньою з класними кімнатами та кабінетами. В 1974 році середню школу закрили, починає функціонувати  восьмирічна школа, яка діяла до 1977 року. З 1978 до 1989 року діє міжшкільна виробнича майстерня. З вересня 1989 року відкривається загальноосвітня школа І-ІІ ступенів, з травня 2013 року перейменовано на Жолобківський НВК.
В 1948 році була утворена сільська рада депутатів трудящих,  в 1978 році перейменовано на сільську раду народних депутатів, а в 1996 році після прийняття нової Конституції України – сільська рада. 
 У 1961 р. дерев'яна церква завалилася, церковні речі перенесли до храмів Тилявки та Угорська. У 1989 році почали будувати новий храм. 8 листопада 1991 року на свято Димитрія Солунського урочисто було відкрито храм. Поруч із церквою є дзвіниця, зведена у 1889 році.
В 2001 році відкрито Молитовний дім ХВЄ.
24 липня 2015 року с. Жолобки приєдналося до Шумської об'єднаної територіальної громади. Виконувачем обов'язки  старости села призначено Затворнюк Н. В.
12 червня 2020 року, відповідно до розпорядження Кабінету Міністрів України № 724-р «Про визначення адміністративних центрів та затвердження територій територіальних громад Тернопільської області» увійшло до складу Шумської міської громади.
19 липня 2020 року, в результаті адміністративно-територіальної реформи та ліквідації Шумського району, село увійшло до складу Кременецького району.

## Пам'ятки
Є Свято-Троїцький храм, Церква Димитрія Солунського (1991; кам'яна), Дім молитви ХВЄ (2001).

## Пам'ятники
Споруджено пам'ятник воїнам-односельцям, полеглим у німецько-радянській війні (1969; скульптор Л. Бізюк, Г. Дібус та ін.).

## Соціальна сфера
Діють загальноосвітня школа І-ІІ ступеня, клуб, бібліотека, ФАП, 3 сільськогосподарські підприємства, торговельний заклад.
В 1971 році збудовано і відкрито будинок культури на 250 місць, перейменовано на клуб, комунальний заклад «Клуб села Жолобки» (2013), діє на сьогоднішній день. Також  тут була  сільська бібліотека.
На території села діє фельдшерський пункт. 
На честь 50-річчя Жовтневої революції збудовано магазин Шумського РайСТ, який в 2004 році взяла в оренду ПП Киричук М.Л.  На даний час в селі ще функціонує кіоск Киричук Є.В.

## Фольклор
У селі було записано скоромовку у 1967 році, яка згодом увійшла до збірки «Дитячий фольклор» (К., Дніпро, 1986):
|  | Сів шпак на шпаківню, Заспівав шпак пісню півню: — Ти не вмієш так, як я, Так, як ти, не вмію я |

## Галерея

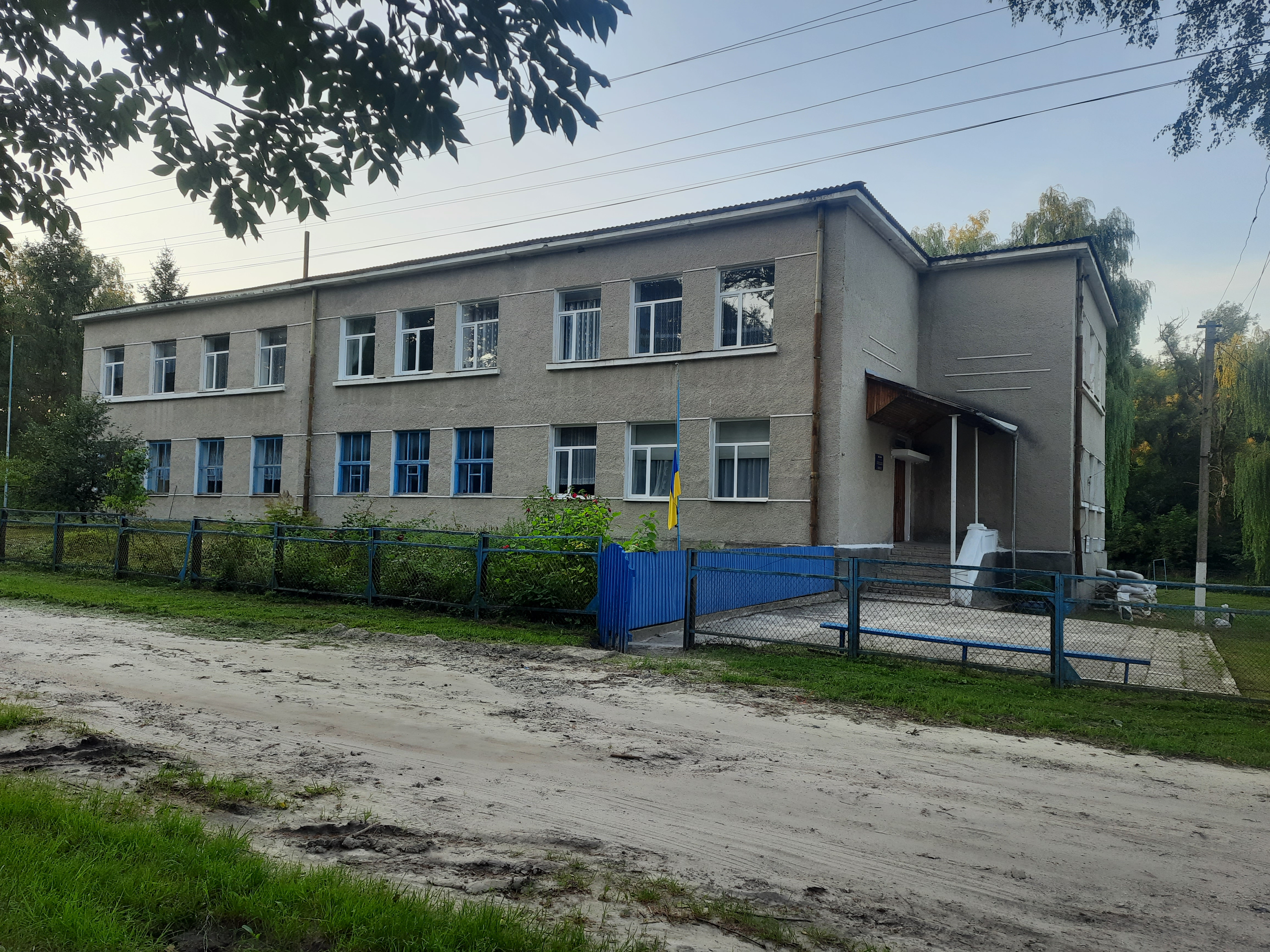
Школа
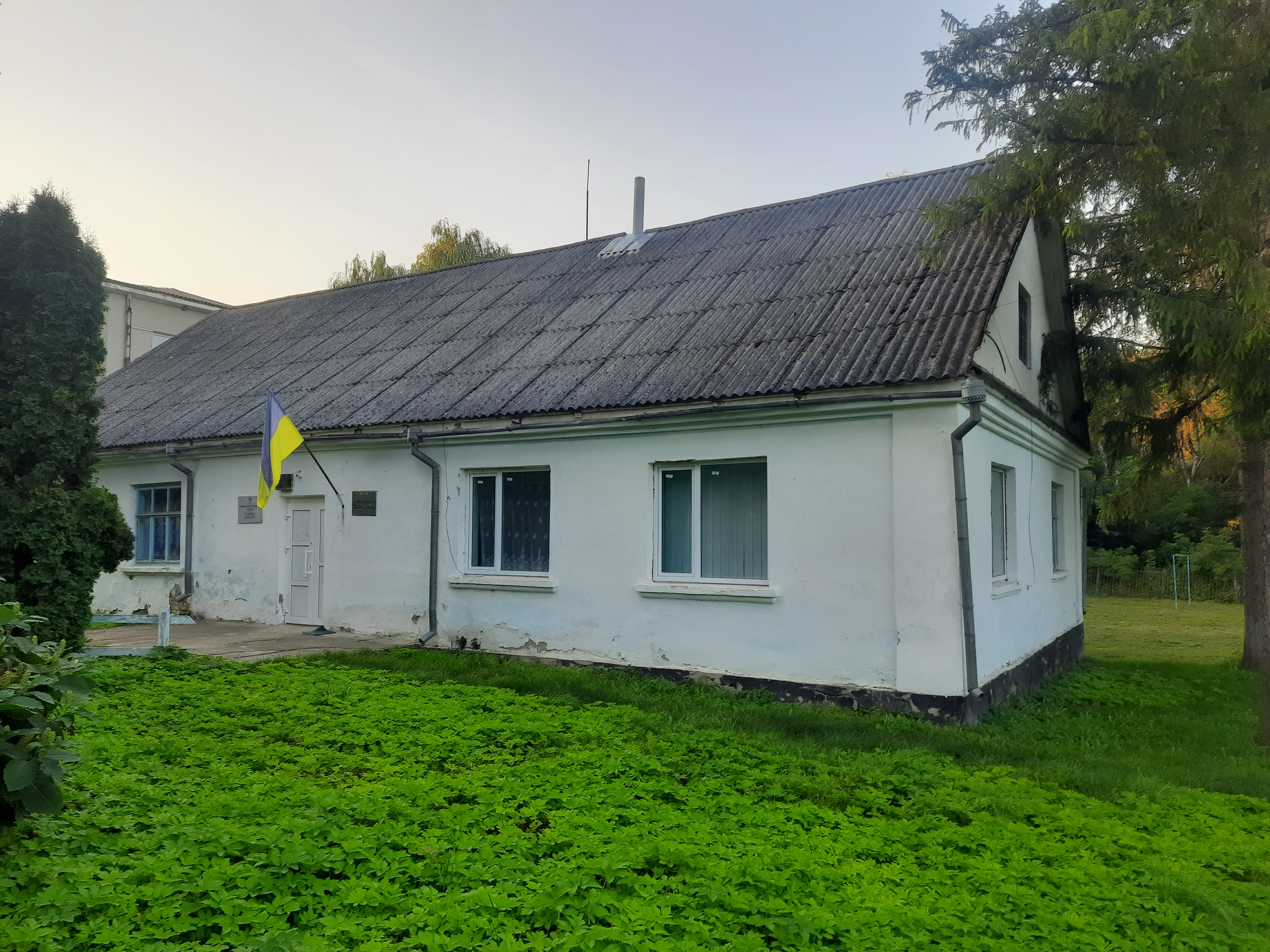
Старостат
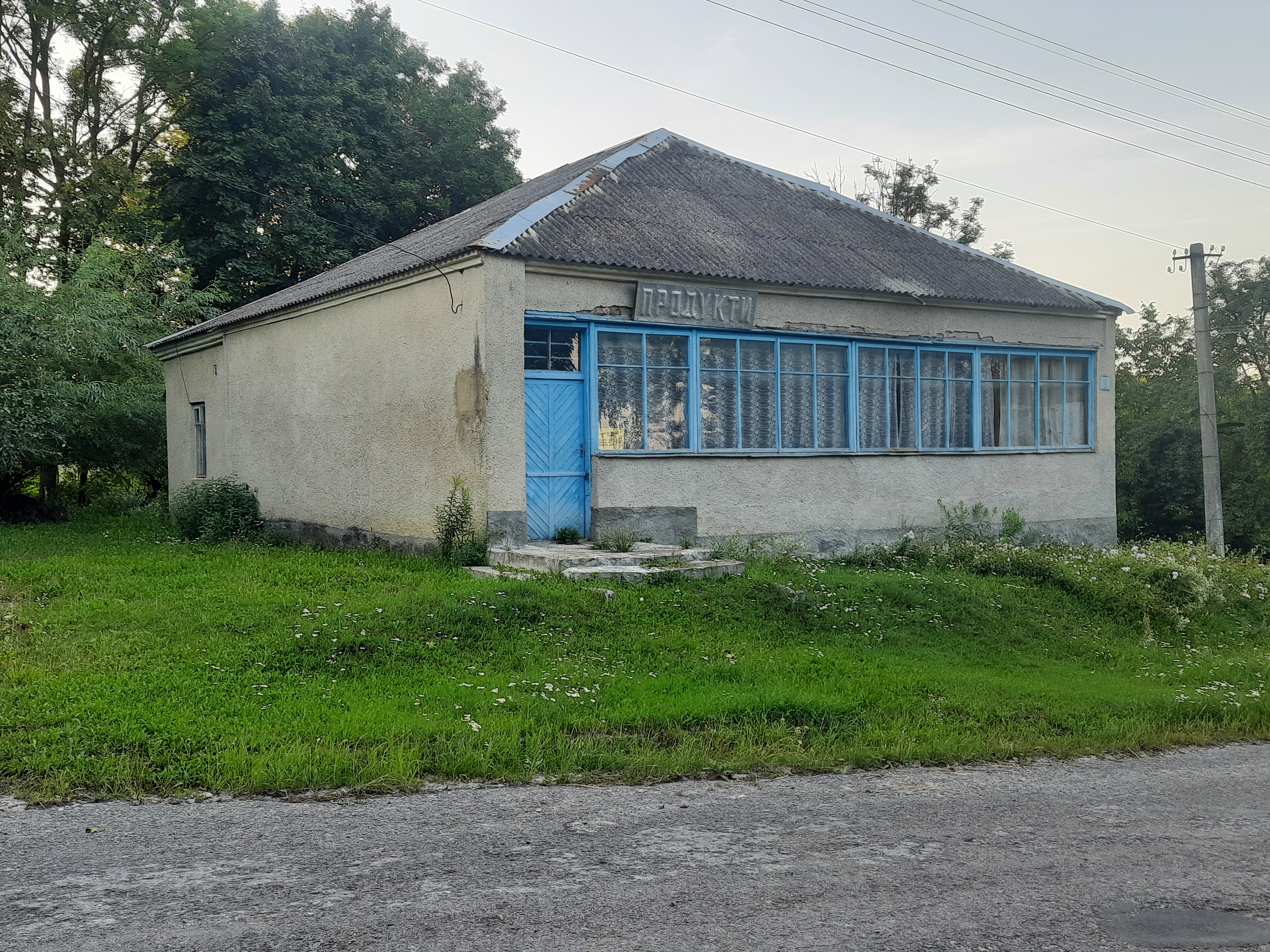
Крамниця
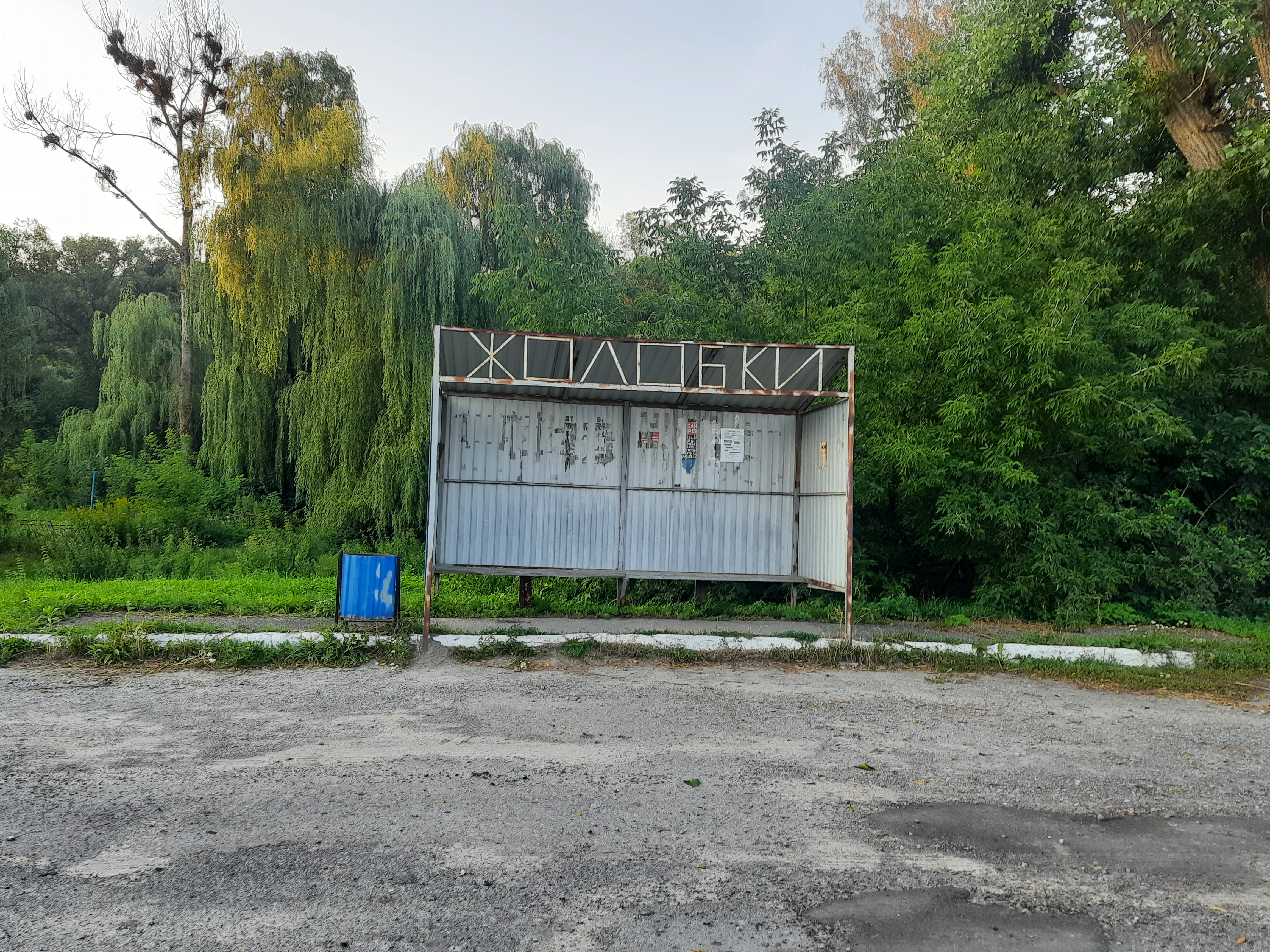
Автобусна зупинка
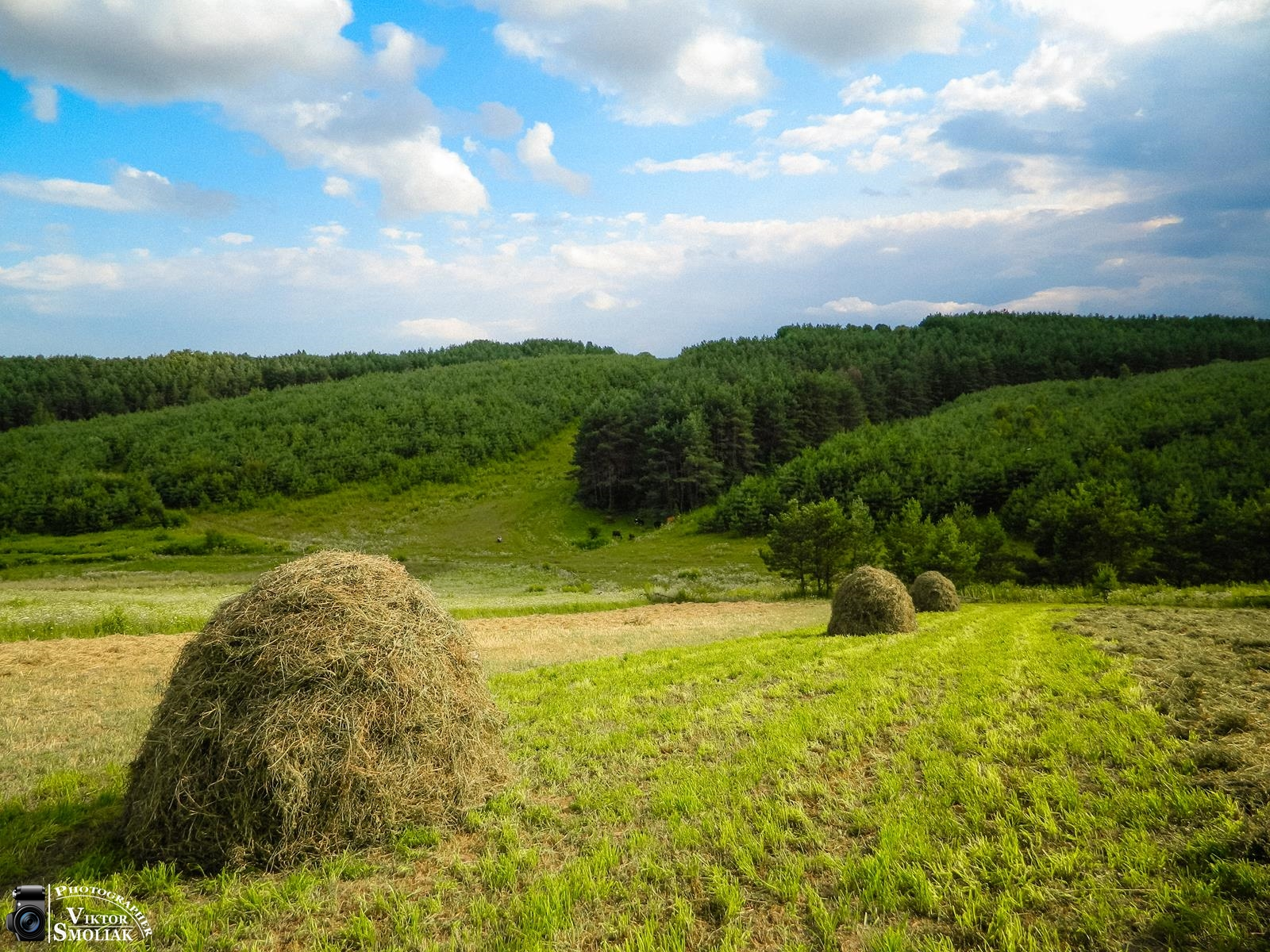
Пейзаж на околиці села Жолобки